# Drosophila subsaltans
Drosophila subsaltans este o specie de muște din genul Drosophila, familia Drosophilidae, descrisă de Magalhaes în anul 1956. Conform Catalogue of Life specia Drosophila subsaltans nu are subspecii cunoscute.